# Finnøy
Finnøy – norweskie miasto i gmina leżąca w regionie Rogaland.
Finnøy jest 383. norweską gminą pod względem powierzchni.

## Demografia
Według danych z roku 2005 gminę zamieszkuje 2772 osób. Gęstość zaludnienia wynosi 26,15 os./km². Pod względem zaludnienia Finnøy zajmuje 286. miejsce wśród norweskich gmin.
|      | kobiety | mężczyźni | razem |
| ---- | ------- | --------- | ----- |
| osób | 1385    | 1387      | 2772  |
| %    | 49,96   | 50,04     | 100   |

|      | podst. | średnie | wyższe | niezn. |
| ---- | ------ | ------- | ------ | ------ |
| osób | 426    | 1321    | 353    | 33     |
| %    | 19,97  | 61,93   | 16,55  | 1,55   |

## Edukacja
Według danych z 1 października 2004:
- liczba szkół podstawowych (norw. grunnskolar): 6
- liczba uczniów szkół podstawowych: 453

## Władze gminy
Według danych na rok 2011 administratorem gminy (norw. rådmann) jest Magne Kongsvik, natomiast burmistrzem (norw. ordfører, d. borgermester) jest Kjell Nes.